# Rottweil (stad)
Rottweil is een plaats in de Duitse deelstaat Baden-Württemberg. Het is de Kreisstadt van het Landkreis Rottweil. De stad telt 24.975 inwoners en kent een kunstzijde-, uurwerk- en kledingindustrie. Ook fungeert Rottweil als Kurort (zoutbaden). Het hondenras rottweiler is naar de stad vernoemd.

## Geografie
Rottweil heeft een oppervlakte van 71,76 km² en ligt in het zuidwesten van Duitsland.

## Bezienswaardigheden
Het stadje heeft zijn middeleeuwse karakter behouden en bezit nog delen van de oude stadsomwalling. Er zijn tal van bezienswaardige kerkgebouwen, zoals de gotische Münsterkirche (15e eeuw) met belangwekkend interieur en de laat-gotische Kapellenkerk met opvallende toren, rond 1725 in barokstijl omgebouwd. Voorts de Dominicanenkerk, eveneens in barokstijl (van oorsprong 13e eeuw), en de Pelagiuskerk (12e eeuw, in 1911 verbouwd). Het lokale Stadsmuseum bezit Romeinse vondsten uit het Schwarzwald. Ook is er een museum met oude Zwabische beeldhouwkunst. Toeristen worden mede aangetrokken door het natuurschoon in de omgeving.
Net buiten het stadje staat sinds 2017 een 250 meter hoge testtoren voor goederenliften van de firma Thyssen-Krupp.

## Foto's

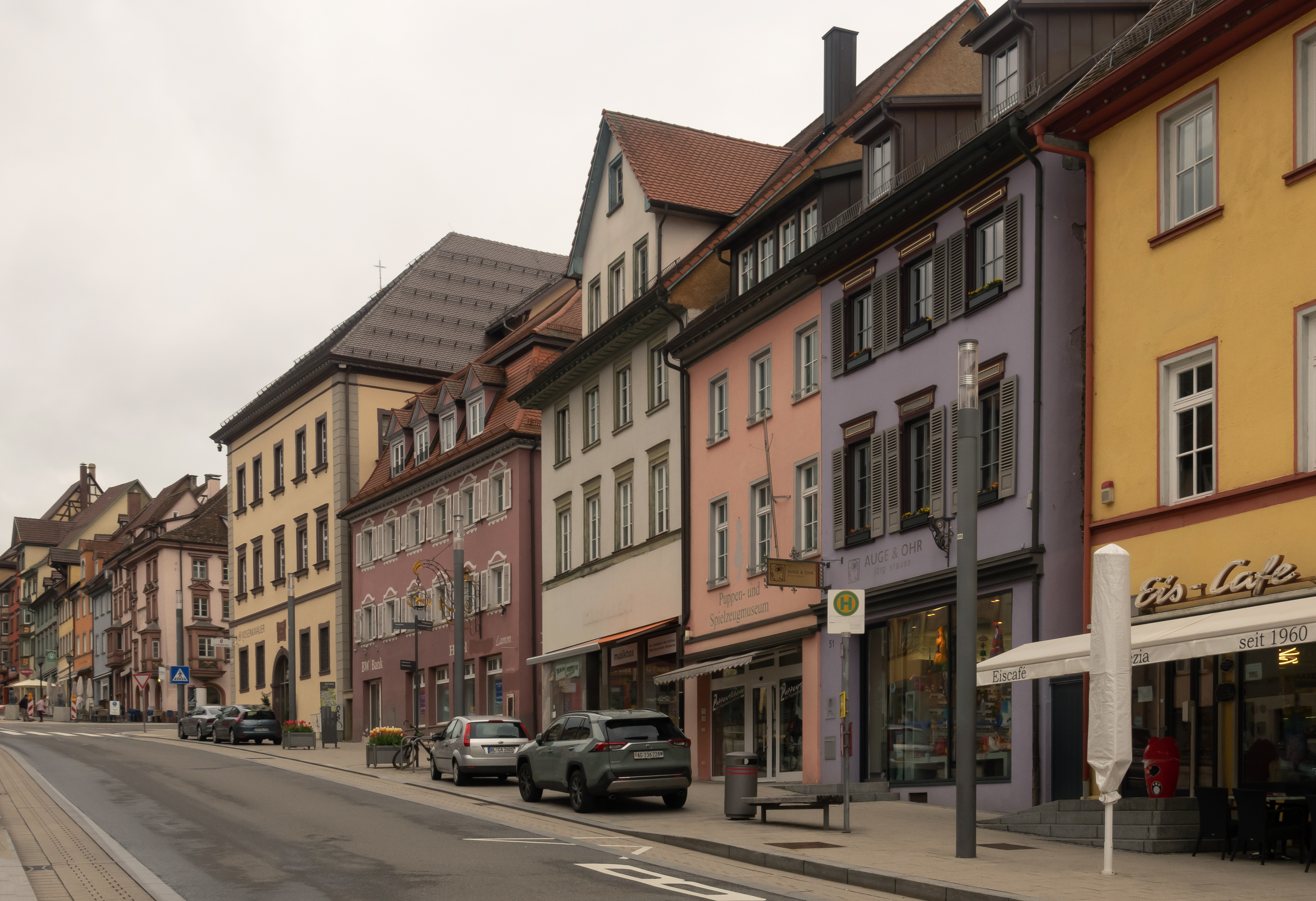
Straatzicht: Hauptstrasse
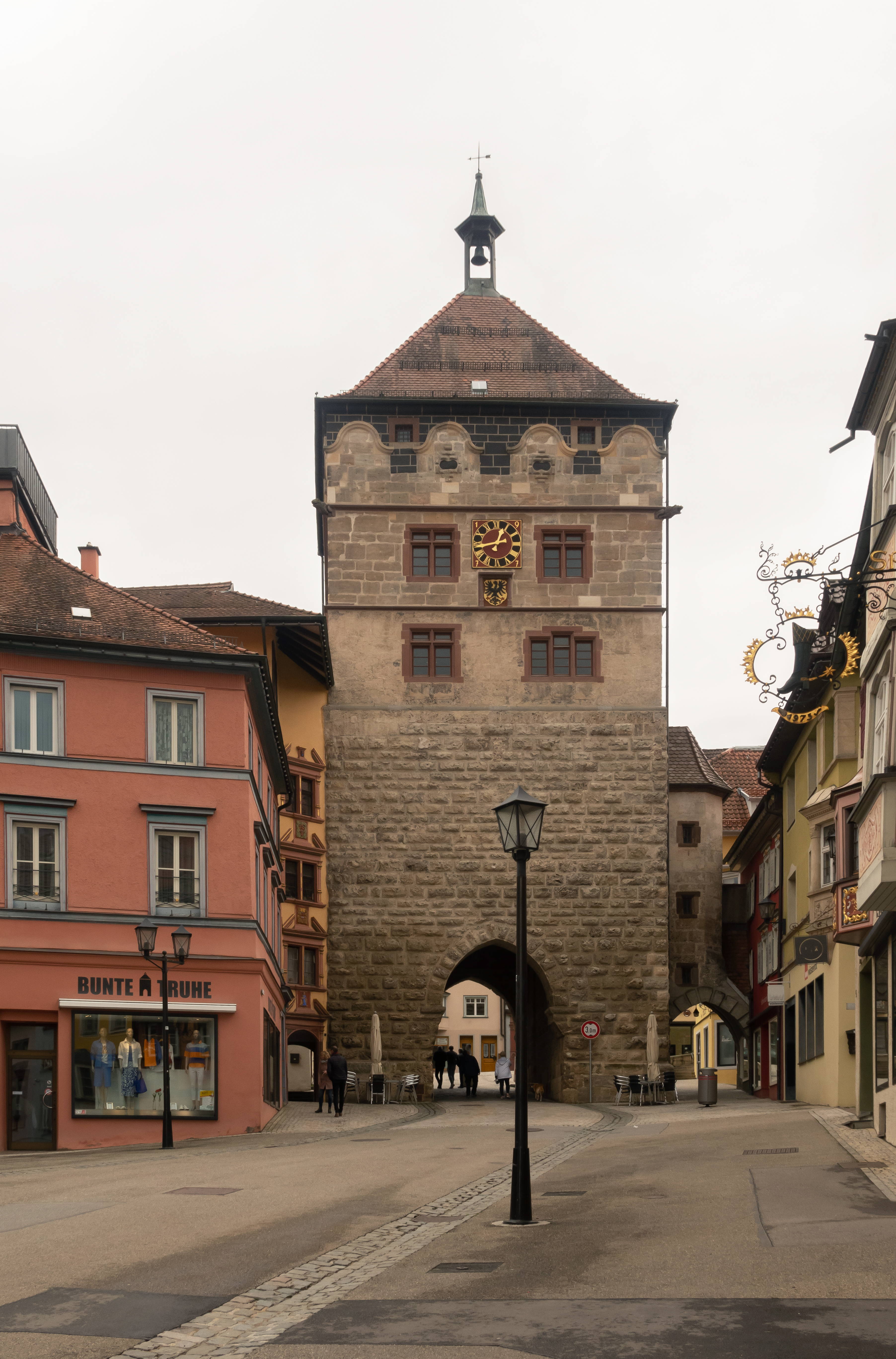
Poort: Schwarzes Tor
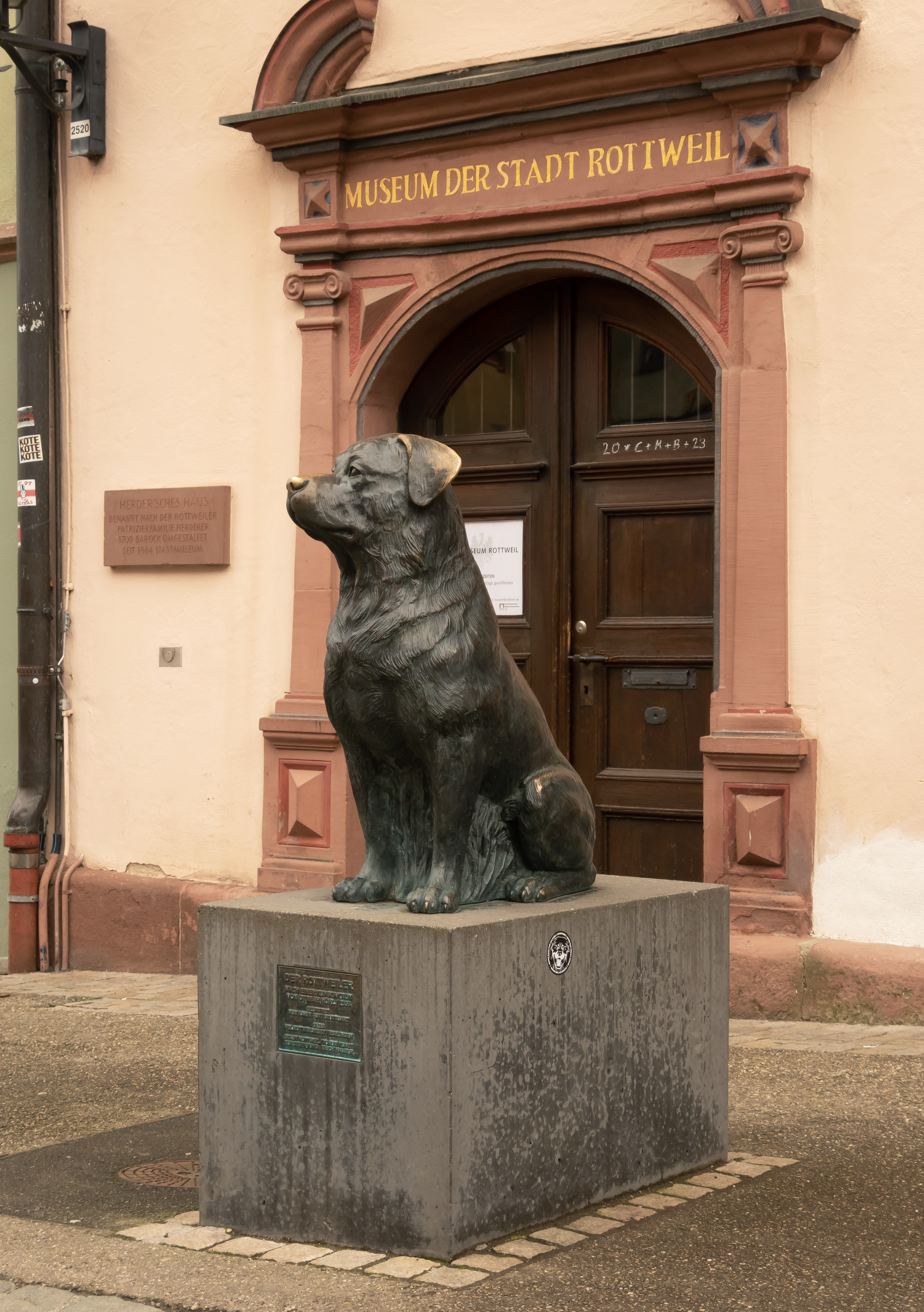
Sculptuur van een rottweiler voor het Stadsmuseum
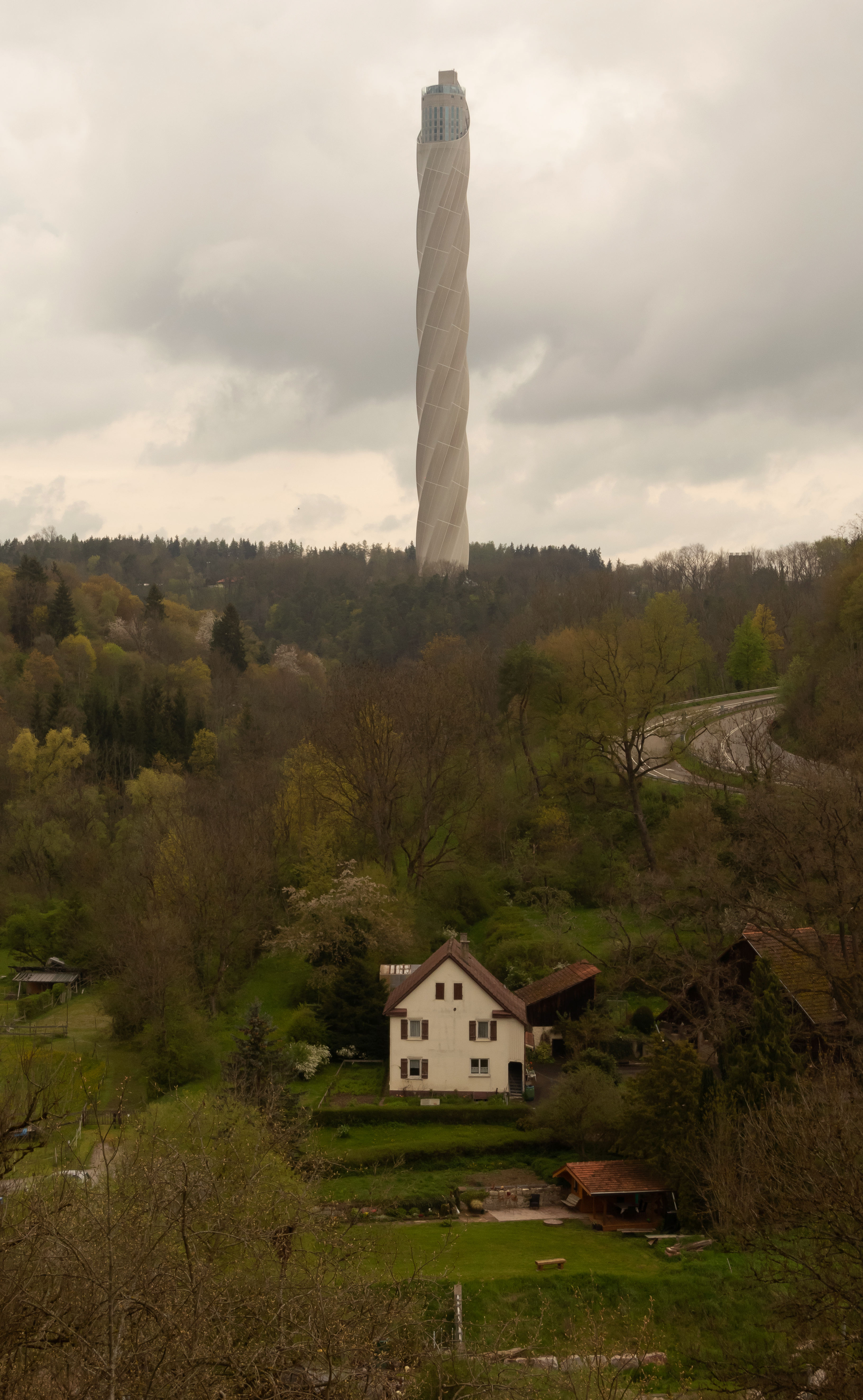
Testtoren: Thyssengrupp Testturm

## Stadsdelen
Gebieden van de stad met erachter de toebehorende plaatsen:
- Kernstadt: Altstadt (niet verwisselen met de middeleeuwse Stadtkern), Bettlinsbad, Bollershof, Bühlingen, Eckhof, Hardthaus, Hegneberg, Hochwald, Markenhöhe, Neckarburg, Neckartal, Ziegelhütte, Römerhof, Rottenmünster, Saline Wilhelmshall en Schafwasen
- Feckenhausen: Jungbrunnen
- Göllsdorf: Haslerhof
- Hausen ob Rottweil: Lehrhof, Oberrotenstein, Unterrotenstein
- Neukirch: Vaihinger Hof
- Zepfenhan: Sonthof

## Historie
Rottweil was in de Romeinse tijd een legerplaats onder de naam Arae Flaviae en werd in 1293 voor het eerst als stad vermeld. Van de 15e tot de 18e eeuw maakte het deel uit van het Zwitserse Eedgenootschap. In 1802 kwam de stad aan Württemberg. Zie voorts Rijksstad Rottweil.

## Geboren in Rottweil
- Konrad Witz (± 1400/1410 - ± winter 1445/voorjaar 1446), kunstschilder
- Rüdiger Safranski (1945), filosoof en schrijver
- Simone Hauswald (1979), biatlete
- Joshua Kimmich (1995), voetballer
- Maximiliane Rall (1993), voetbalster

## Bekende mensen uit Rottweil
- Luan Krasniqi (1971), bokser

Aichhalden ·
Bösingen ·
Deißlingen ·
Dietingen ·
Dornhan ·
Dunningen ·
Epfendorf ·
Eschbronn ·
Fluorn-Winzeln ·
Hardt ·
Lauterbach ·
Oberndorf am Neckar ·
Rottweil ·
Schenkenzell ·
Schiltach ·
Schramberg ·
Sulz am Neckar ·
Villingendorf ·
Vöhringen ·
Wellendingen ·
Zimmern ob Rottweil